# Тода Аснарес
То́да Асна́рес (исп. Toda Aznárez; 2 января 876—15 октября 958) — королева Наварры, супруга Санчо I Гарсеса, регент (931—934) в малолетство своего сына, короля Гарсии I Санчеса, на правление которого она до самой своей смерти оказывала значительное влияние.

## Биография
Тода Аснарес была представительницей семьи Ариста, которая вместе с семьёй Хименес управляла Наваррой в IX веке. Её отцом был граф Ларрауна Аснар Санчес, внук по отцу короля Наварры Гарсии I Иньигеса, а матерью — Онека, дочь короля Фортуна Гарсеса. Её сестра, Санча Аснарес, была женой короля Наварры Химено II Гарсеса. Племянником Тоды был эмир Кордовы Абд ар-Рахман III, сын её матери от первого брака.
Не позднее 900 года Тода Аснарес вышла замуж за Санчо Гарсеса, который в 905 году захватил престол Наварры. Король Санчо I происходил из семьи Хименес и то, что его жена была представительницей семьи Ариста, способствовало более скорому признанию наваррцами права Санчо на трон. Рождение около 919 года Гарсии, сына и наследника престола, ещё больше укрепило власть короля Санчо I над Наваррой. О том, оказывала ли Тода влияние на управление королевством при жизни мужа, ничего не известно. В это время она упоминается лишь как свидетель, подписывающий вместе с королём Санчо Гарсесом выданные им хартии.
Историки лишь предполагают, что Тода поддерживала политику мужа на заключение браков своих дочерей с наиболее влиятельными владетелями христианской части Пиренейского полуострова. В 923 году сразу три дочери Санчо I и Тоды были выданы замуж: Санча стала женой короля Леона Ордоньо II, Онека — женой сына Ордоньо II, будущего короля Альфонсо IV Леонского, а Веласкита — женой графа Бискайи Муньо. В 924 году овдовевшая Санча была выдана замуж за графа Алавы Альваро Эррамелиса. Подобной же политики Тода Аснарес будет придерживаться и после смерти своего мужа.
Король Санчо I Гарсес скончался 10 декабря 925 года. После этого исторические источники, которые в освещении этого периода истории Наварры крайне малочисленны и противоречивы, предлагают две версии развития событий. Согласно одной, на трон вступил Гарсия I Санчес, из-за малолетства которого управление страной было возложено на регента, его дядю Химено Гарсеса. Согласно другим данным, Химено II Гарсес сам взошёл на престол Наварры. Он умер в 931 году, после чего престолом овладел другой дядя Гарсии I, Иньиго II Гарсес. Его правление продолжалось два года, хотя некоторые источники называют и Тоду правительницей Наварры в этот период. В 933 году Тода Аснарес обратилась к своему племяннику, халифу Кордовы Абд ар-Рахману III, с просьбой о помощи против Иньиго. Халиф совершил поход в Наварру и заставил Иньиго Гарсеса передать регентство Тоде.
К этому времени относятся бракосочетание её дочери Урраки с королём Леона Рамиро II (932 год) и женитьба Гарсии I на Андреготе Галиндес, принёсшей мужу в приданое Графство Арагон. Так как Гарсия Санчес к этому времени всё ещё был очень молод, чтобы принимать самостоятельные решения, историки считают эти браки инициативой Тоды Аснарес.
В июле — августе 934 года Абд ар-Рахман III, недовольный сближением королевы Тоды с королём Леона Рамиро II, врагом мавров, совершил поход в Наварру. Он заставил Тоду лично прибыть к нему в лагерь под Калаоррой и дать клятву отказаться от союза с Рамиро II, освободить всех пленников-мусульман и признать Наварру вассалом Кордовского халифата. Так же Тода Аснарес должна была отказаться от регентства, передав правление своему сыну. Под угрозой разорения королевства Тода согласилась на все условия халифа. Король Гарсия I позже подтвердил клятву матери.
Несмотря на передачу власти в руки Гарсии I Санчеса, Тода Аснарес и дальше продолжила оказывать на него огромное влияние. Некоторые историки считают, что почти все решения, принятые Гарсией I при жизни Тоды, были инициированы ею. Особенно это касается политики короля Наварры на сближение с другими христианскими правителями Испании, в первую очередь с королями Леона.
Именно инициативе Тоды историки приписывают разрыв Наваррой в 937 году своих вассальных отношений с Кордовским халифатом и возобновление союза с королём Рамиро II. Этот союз привёл к разгрому войска мавров, возглавляемого Абд ар-Рахманом III, в сражении при Симанкасе 6 августа 939 года. В этой битве участвовало и войско из Наварры. О том, кто возглавлял наваррцев, историки приводят противоречивые сведения. Большинство из них, на основе позднейших леонских и наваррских хроник, считают, что войско возглавлял король Гарсия I. Однако некоторые историки высказывают мнение, что предводителем наваррских воинов была королева Тода. Они указывают, что упоминания Тоды Аснарес, как командующего войском христиан в битве при Симанкасе, содержатся в старинных наваррских преданиях, а также приводят запись из «Больших Санкт-Галленских анналов», в которой сказано: «Солнечное затмение произошло около третьего часа дня 19 июля, в четвёртый год короля Оттона [то есть Оттона I Великого], в пятницу, в 29-ю луну. В этот же день в области Галисии неисчислимое войско сарацин было уничтожено некоей королевой по имени Тойя, не считая их царя и 49 мужей вместе с ним.».
О жизни Тоды Аснарес в 940-х годах почти ничего неизвестно, кроме упоминания её имени в немногочисленных дошедших до наших дней хартиях. Неизвестно также, сыграла ли она какую-нибудь роль в разводе своего сына Гарсии I с его женой Андреготой Галиндес.
Вновь имя Тоды начинает часто появляться в хрониках после смерти короля Рамиро II, когда Наварра начала активно вмешиваться в междоусобия его сыновей. Один из сыновей Рамиро II, Санчо, был любимым внуком Тоды Аснарес и имел тесные связи с королевской семьёй Наварры. Когда Санчо в 951 году поднял мятеж против своего брата, короля Ордоньо III, он получил помощь от Гарсии I и его матери, а после провала мятежа в 953 году смог найти убежище при наваррском королевском дворе, где находился до смерти своего брата. В 956 году Санчо сам взошёл на престол королевства Леон под именем Санчо I Толстого, но из-за его неспособности к управлению страной уже в 958 году против него поднялся мятеж, в который оказались вовлечены почти все его сильнейшие вассалы во главе с графом Кастилии Фернаном Гонсалесом. Это заставило Санчо I вновь бежать в Наварру и просить у Гарсии I и королевы Тоды военной помощи против Ордоньо IV, возведённого на трон Леона. Так как сил одной Наварры было недостаточно, чтобы восстановить на престоле короля Санчо I, Тода приняла решение обратиться за помощью к халифу Абд ар-Рахману III. Тот прислал в Памплону послом известного врача еврея Хасдая ибн Шафрута, который условием заключения соглашения поставил прибытие просителей в Кордову. Осенью этого года Тода, Гарсия I Санчес и Санчо I Толстый прибыли в столицу Кордовского халифата, где достигли соглашения об условиях, на которых Абд ар-Рахман III согласился предоставить Санчо I войско мавров для отвоевания престола. Это последнее по времени упоминание о деятельности королевы Тоды.

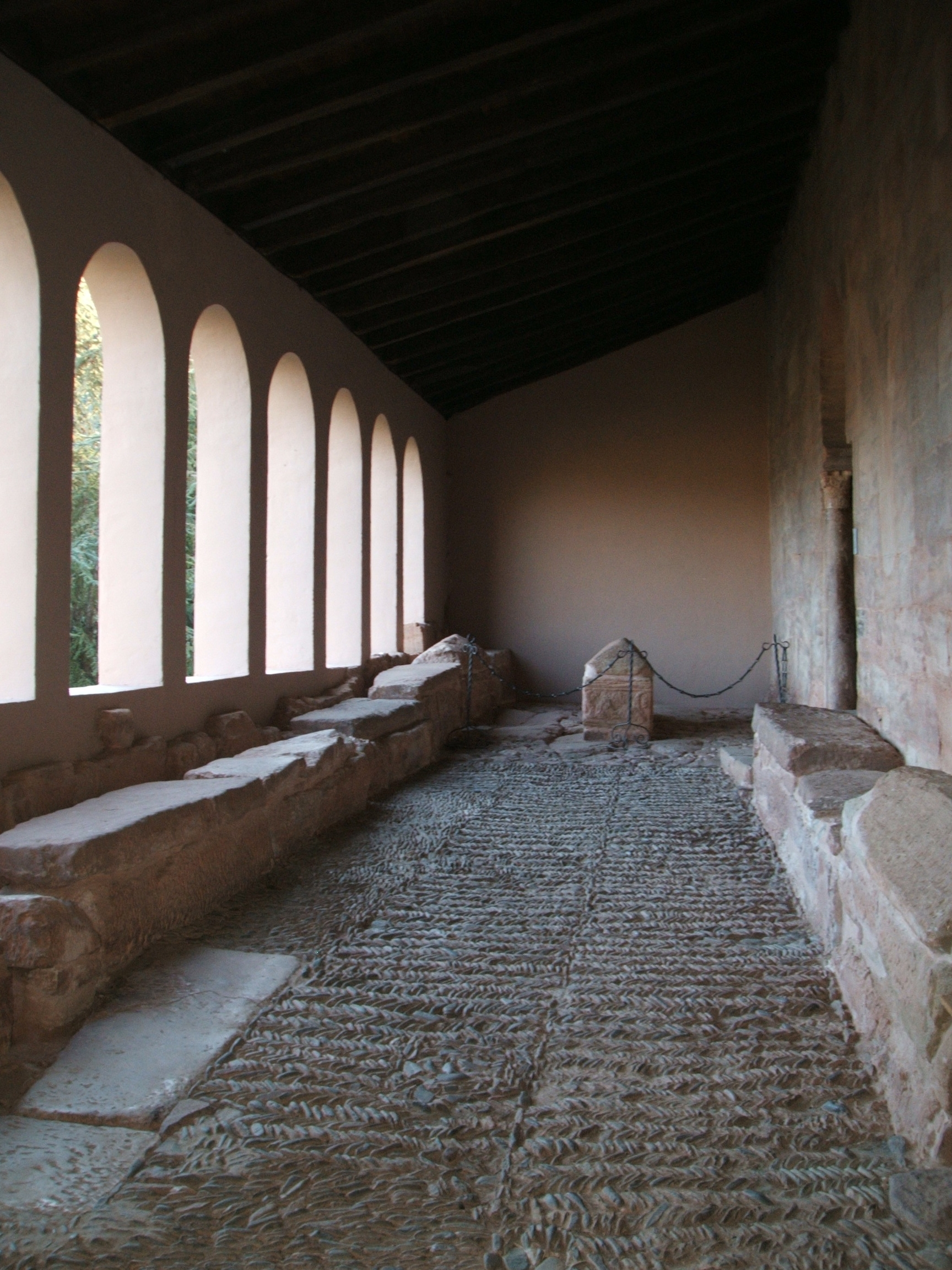
Атриум монастыря Сан-Мильян-де-Сусо

Большинство историков предполагает, что Тода Аснарес скончалась 15 октября 958 года, вскоре после своего возвращения из Кордовы, но существует мнение и о том, что она прожила до 970 года. Последняя, дошедшая до нашего времени хартия, подписанная королевой Тодой, датирована 15 апреля 958 года, что говорит в пользу более ранней даты её смерти. В этой хартии Тода названа правительницей Лисарры, что позволяет историкам предполагать, что одна из областей королевства Наварра была выделена в непосредственное управление Тоде.
Тода Аснарес похоронена в атриуме монастыря Сан-Мильян-де-Суса (около города Нахеры). Саркофаг, в который было положено её тело, сохранился до наших дней. Рядом с Тодой находятся захоронения некоторых членов королевской семьи Наварры, а также ставших героями испанского эпоса семи графов Лара, погибших в борьбе с маврами.